# Haraldur Sigurðsson
Pour les articles homonymes, voir Sigurðsson.
Haraldur Sigurðsson, né le 31 mai 1939 à Stykkishólmur, est un volcanologue et géochimiste islandais. Ses principaux sujets d'étude concernent la reconstitution d'éruptions volcaniques historiques majeures, comme celle du Vésuve en 79 et celle du Tambora en 1815. Il est également un historien de la volcanologie reconnu.

## Formation universitaire
Sigurðsson étudie la géologie et la géochimie au Royaume-Uni. Il obtient une licence en sciences (BSc) à l'université Queen's de Belfast en 1965, puis un doctorat sous la direction de George Malcolm Brown à l'université de Durham en 1970. Son sujet de thèse porte sur la géochimie des roches volcaniques de sa région natale dans l'ouest de l'Islande.

## Carrière scientifique
Sigurðsson travaille sur la surveillance et l'étude des volcans des Antilles jusqu'en 1974, date à laquelle il est nommé professeur à la Graduate School of Oceanography de l'université de Rhode Island, aux États-Unis. Il devient connu pour son travail de reconstitution des grandes éruptions volcaniques du passé, notamment l'éruption du Vésuve en 79 après J.-C. en Italie qui entraîna la destruction des villes romaines de Pompéi et d'Herculanum.
En 1991, Sigurðsson découvre des sphérules de verre nommées tectites à la limite Crétacé-Paléogène (limite K-Pg) en Haïti, apportant un élément de preuve d'un impact météoritique au moment de l'extinction des dinosaures.
En 2004, il découvre la civilisation disparue de Tambora en Indonésie, ensevelie par la colossale éruption du volcan Tambora en 1815.
Dans les années 1980, Sigurðsson est l'un des principaux scientifiques à découvrir les mécanismes des éruptions limniques dont les plus dramatiques ont décimé des villages entiers à proximité des lacs Monoun et Nyos au Cameroun. Cette histoire est popularisée par le Youtuber MrBallen dans un épisode de janvier 2023.

## Activités de publication
En 1999, Sigurðsson publie un livre de teneur académique sur l'histoire de la volcanologie.
La même année il est rédacteur en chef de l'ouvrage de référence Encyclopedia of Volcanoes.

## Blog et engagement politique
Dans les années 2010 il tient un blog en islandais sur lequel il publie sur des sujets scientifiques et politiques. Il y critique notamment le gouvernement américain, le capitalisme mondial et l'activité des compagnies pétrolières chinoises en Arctique.

## Honneurs
Il reçoit la médaille Coke de la Société géologique de Londres en 2004.

## Publications notables
- Sigurdsson, H., Devine, J. D., Tchua, F. M., Presser, F. M., Pringle, M. K. W., Evans, W. C., « Origin of the lethal gas burst from Lake Monoun, Cameroun ». Journal of Volcanology and Geothermal Research, 31 (1): 1–16, 1987, doi:10.1016/0377-0273(87)90002-3.
- Sigurdsson H. and Carey S., « Plinian and Co-Igmibrite Tephra Fall from the 1815 Eruption of Tambora Volcano », in Bulletin of Volcanology, 1989, vol. 51.
- Sigurdsson, Haraldur; D'Hondt, Steven; Arthur, Michael A.; Bralower, Timothy J.; Zachos, James C.; Van Fossen, Mickey; Channel, James E. T., « Glass from the Cretaceous/Tertiary boundary in Haiti », Nature, 349 (6309), 1991, pp 482–487, doi:10.1038/349482a.
- Sigurdsson, Haraldur, Melting the Earth: the history of ideas on volcanic eruptions. New York: Oxford University Press, 1999, p. 260,  (ISBN 0-19-510665-2).
- Haraldur Sigurdsson, Bruce Houghton, Hazel Rymer, John Stix, Steve McNutt, eds., Encyclopedia of Volcanoes, San Diego: Academic Press, 1999, p. 1417,  (ISBN 978-0-12-643140-7).
- Sigurdsson H. and Carey S., Volcanoes and the Environment:: Exploring the Earth System. Academic Press., 2008, p. 450,  (ISBN 978-0-12-643141-4).